# Léon Ghosez
Léon Ghosez, né en 1934 à Alost, est professeur émérite belge et ancien professeur de chimie à l'Université de Louvain. Il est membre émérite de l'Académie royale des sciences, des lettres et des beaux-arts de Belgique.

## Carrière académique
Ghosez a étudié à l'Université de Louvain, où il a obtenu son doctorat en 1958 sous la direction de Georges Joseph Smets. Il a ensuite travaillé pendant deux ans comme stagiaire postdoctoral à l'Université Harvard sous la direction de Robert B. Woodward et pendant quelques mois sous la direction de Rolf Huisgen à l'Université Louis-et-Maximilien de Munich, avant de recevoir son habilitation en 1969 à 32 ans et de devenir professeur à l'Université Louvain. Durant son séjour à l'Université de Louvain (1963 à 1999), il a supervisé la recherche de 125 doctorants et 135 étudiants postdoctoraux. Pendant ce temps, il a également travaillé à l'Université de Liège (1969-1999) et à l'École polytechnique de Palaiseau. Il a été un membre fondateur actif de l'Institut européen de chimie et biologie (IECB) de l'Université de Bordeaux, où il a créé un groupe de recherche en 1998. De 2000 à fin 2009, il a dirigé l'IECB avec Jean-Jacques Toulmé. Ghosez fait actuellement des recherches à l'IECB et est professeur émérite à l'Université de Louvain.

## Priorités de recherche
Projet 1 : Petites molécules naturelles formées et optimisées au cours de l'évolution et donc parfaitement adaptées pour interagir avec les macromolécules naturelles et induire une réponse biologique. Le premier projet de recherche consiste à concevoir et produire des échafaudages privilégiés avec des séquences de réaction courtes. Ceux-ci devraient être facilement convertibles en une grande variété de composés naturels qui sont intéressants pour un usage thérapeutique. Cela permet d'entrer dans le processus de découverte de médicaments à un stade beaucoup plus avancé où l'on recherche des bibliothèques de diversité standard.
Projet 2 : Le deuxième projet vise à développer de nouveaux solvants ioniques et des superacides dérivés de Lewis à partir de silicium, tous deux à partir d'acides Brönsted forts de poids moléculaire relativement faible. Ils sont utilisés comme solvants ou catalyseurs tolérants sur le plan fonctionnel, quoique hautement électrophiles, pour les réactions avec des molécules hautement fonctionnalisées. Ces solvants et catalyseurs sont exempts de métaux toxiques et laissent peu de déchets qui permettent des procédés durables.

## Hommages
Ghosez a reçu la médaille de la Société chimique de France.